# Litzendorf
Litzendorf ist eine Gemeinde im oberfränkischen Landkreis Bamberg und zählt zur Metropolregion Nürnberg.

## Geografie

### Lage
Wie die meisten Gemeindeteile liegt das Pfarrdorf Litzendorf im Ellertal, das von bewaldeten Höhenzügen umgeben ist, mit den beiden höchsten Erhebungen des Landkreises Bamberg Geisberg (585 m ü. NHN) und Stammberg (559,5 m ü. NHN).

### Gemeindegliederung
Es gibt acht Gemeindeteile:
|  |  | Die Kunigundenruh liegt am nächsten an der Stadt Bamberg im Hauptsmoorwald, einem gemeindefreien Gebiet.         | 2 Einwohner    |
|  |  | Litzendorf, das Zentrum der Gemeinde, liegt in der Mitte des Ellertals.                                          | 1492 Einwohner |
|  |  | Lohndorf liegt wenige Kilometer östlich von Litzendorf ebenfalls im Ellertal und hat eine (katholische) Pfarrei. | 385 Einwohner  |
|  |  | Melkendorf liegt wenige Kilometer südlich von Litzendorf außerhalb des Ellertals.                                | 757 Einwohner  |
|  |  | Naisa liegt nahezu übergangslos zwischen Litzendorf und Pödeldorf.                                               | 747 Einwohner  |
|  |  | Pödeldorf liegt am Hauptsmoorwald und ist der Gemeindeteil mit der größten Einwohnerzahl.                        | 1753 Einwohner |
|  |  | Schammelsdorf liegt wenige Kilometer nördlich von Litzendorf außerhalb des Ellertals.                            | 784 Einwohner  |
|  |  | Tiefenellern ist der östlichste Ort der Gemeinde und liegt am Anstieg zur Fränkischen Schweiz.                   | 210 Einwohner  |

### Nachbargemeinden
Die Nachbargemeinden liegen alle im Landkreis Bamberg und sind im Uhrzeigersinn:
|               |              |                               |
| Memmelsdorf   | Scheßlitz    | Königsfeld                    |
|               |              |                               |
| Heiligenstadt | Strullendorf | Hauptsmoorwald (gemeindefrei) |

## Geschichte

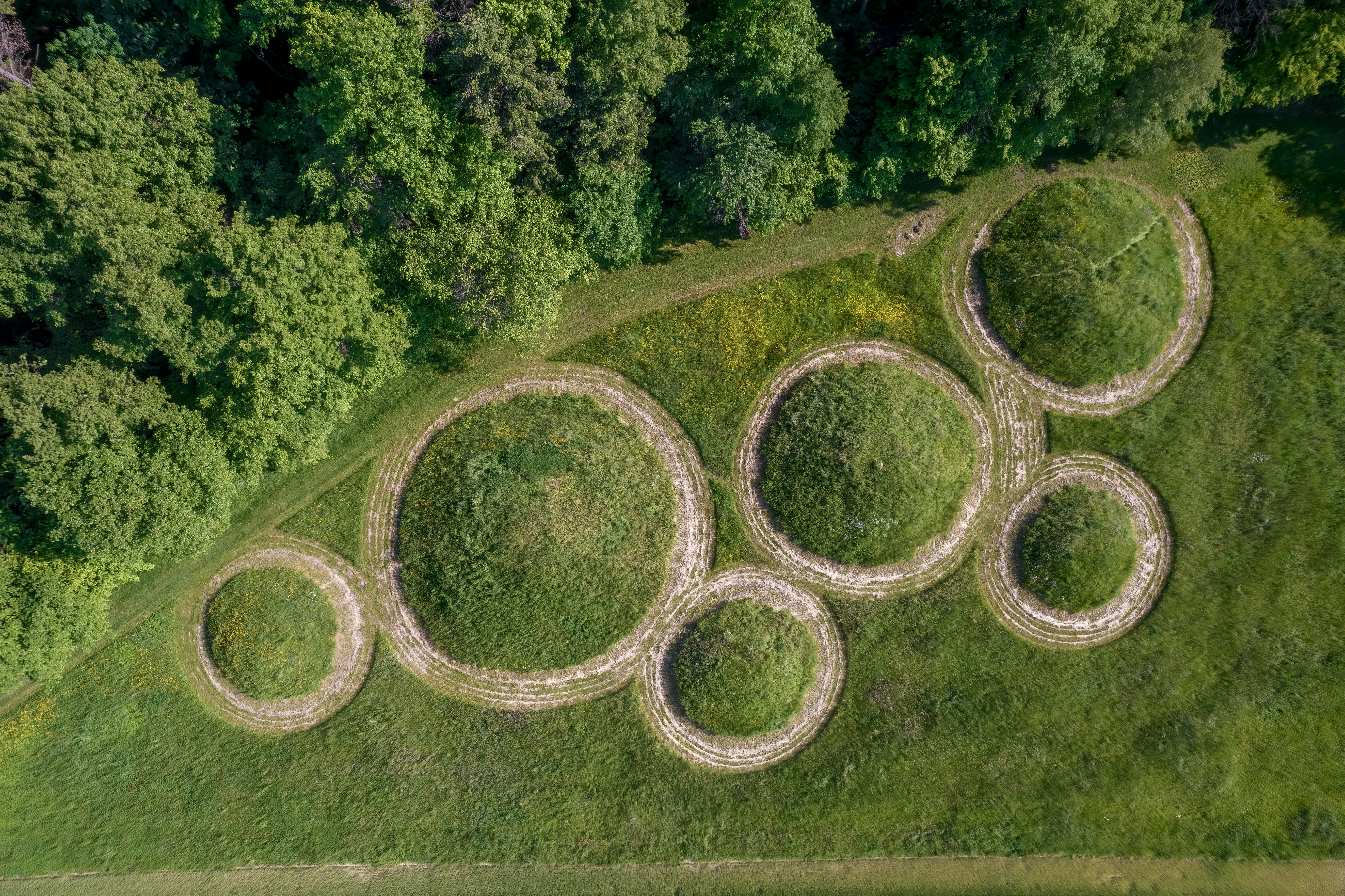
Luftaufnahme Hügelgräber von Geisfeld

### Bis zum 18. Jahrhundert
Die Herkunft des Namens Litzendorf ist unklar: Möglich sind Ableitungen vom slawischen lyko (Bast) oder vom germanischen Wort litzel (klein). Es entstanden wohl mit Einverständnis des Frankenreichs im 8. Jahrhundert slawische Siedlungen in der Gegend des oberen Mains (Nordgau). Zu jener Zeit waren das Ellertal und der bayerische Nordgau noch stark bewaldet.
Zum ersten Mal erschien der Name „Licindorf“ im Jahr 1129 in einer Urkunde des Bamberger Bischofs Otto, in der ein „Otgoz von Licindorf“ erwähnt wird. Otgoz gehörte dem niederen Dienstadel an und war Gerichts- und Verwaltungsbeamter des heiligen Otto, des Bischofs von Bamberg.
Der Ort war damals ein Dorf mit mehreren Lehnsherren. Durch Kauf, Verkauf und Stiftungen veränderten sich die Grundherrschaftsverhältnisse ständig.
1385 kam Litzendorf in den Besitz des Hochstifts Bamberg. 1406 entstand die Litzendorfer Pfarrei. 1497 bestand die Lehenschaft eines Weingartens, was beweist, dass damals dort Weinbau betrieben wurde. Der Ort hatte im 16. Jahrhundert durch den Bauernkrieg (1524/1525) und den Markgrafenkrieg (1552–1554), im 17. Jahrhundert durch den Dreißigjährigen Krieg und im 18. Jahrhundert durch den Siebenjährigen Krieg (1756–1763) viel zu leiden. 1715–1718 entstand das bedeutendste Bauwerk Litzendorfs, die Pfarrkirche St. Wenzeslaus. 1802 kam Litzendorf mit dem Hochstift Bamberg, das ab 1500 zum Fränkischen Reichskreis gehörte, durch die Säkularisation an das Kurfürstentum Pfalzbayern.

### 19. und 20. Jahrhundert
1822 wurde das erste Schullokal eingerichtet. 1898 gab es ein Postamt. 1912 wurde Litzendorf an das öffentliche Verkehrsnetz angeschlossen. In den beiden Weltkriegen des 20. Jahrhunderts waren viele Gefallene und Vermisste zu beklagen. 1959 begann man mit dem Bau einer zentralen Wasserleitung.

### Eingemeindungen
Im Zuge der Gebietsreform in Bayern wurden am 1. Mai 1978 die Gemeinden Lohndorf, Melkendorf, Naisa, Pödeldorf, Schammelsdorf und Tiefenellern eingegliedert.

### Einwohnerentwicklung
Die Bevölkerungszahl ist nach einem Anstieg in den 1970er und 1980er Jahren seit etwa 2005 rückläufig. Pödeldorf wurde damals durch die Ausweisung von Neubaugebieten zur einwohnerstärksten Ortschaft der Gemeinde. Es profitiert von seiner unmittelbaren Nähe zur Stadt Bamberg.
Im Zeitraum 1988 bis 2018 wuchs die Gemeinde von 5043 auf 6103 um 1060 Einwohner bzw. um 21 %.
| Jahr      | 1961 | 1970 | 1987 | 1991 | 1995 | 2000 | 2005 | 2010 | 2015 |
| --------- | ---- | ---- | ---- | ---- | ---- | ---- | ---- | ---- | ---- |
| Einwohner | 2900 | 3507 | 4825 | 5359 | 5740 | 5907 | 6179 | 6005 | 6055 |

## Religion
Laut Zensus am 9. Mai 2011 waren 76,9 % der Einwohner römisch-katholisch und 12,8 % evangelisch-lutherisch. 10,3 % haben eine andere Religion oder sind konfessionslos.

## Politik

### Bürgermeister
Erster Bürgermeister ist seit 2004 Wolfgang Möhrlein (CSU), der zuletzt 2014 und 2020 (bei einem Gegenkandidaten) mit 92,41 % bzw. 79,53 % der Stimmen wiedergewählt wurde. Sein Vorgänger war Otmar Konrad (SPD). Als Zweiter Bürgermeister fungiert Klemens Wölfel (SPD).

### Gemeinderat
| Partei                        | 2002     | 2008     | 2014     | 2020     |
| ----------------------------- | -------- | -------- | -------- | -------- |
| CSU                           | 09 Sitze | 09 Sitze | 09 Sitze | 09 Sitze |
| SPD                           | 05 Sitze | 04 Sitze | 04 Sitze | 03 Sitze |
| Grüne                         | 03 Sitze | 04 Sitze | 04 Sitze | 05 Sitze |
| Christliche Wählervereinigung | 03 Sitze | 03 Sitze | 03 Sitze | 03 Sitze |
| Gesamt                        | 20 Sitze | 20 Sitze | 20 Sitze | 20 Sitze |

### Wappen
| Wappen von Litzendorf | Blasonierung: „Gespalten von Gold und Blau; vorne ein mit einer silbernen Schrägleiste überdeckter, rot bewehrter schwarzer Löwe, hinten ein silberner Helm mit Nasenschutz.“ |
| Wappen von Litzendorf | Wappenbegründung: Der Bamberger Löwe steht für die Herrschaft des Hochstifts Bamberg über Litzendorf, der Helm für die Ministerialen von Litzendorf, die im 12. Jahrhundert tätig waren, als es noch keine Wappenschilde gab. Wappengeschichte: Der von einer Schrägleiste bedeckte Löwe auf der vorderen Schildhälfte ist der Bamberger Löwe und weist auf die Herrschaft des Hochstifts in Litzendorf hin. Der Helm mit Nasenschutz in der hinteren Schildhälfte erinnert an die Herren von Litzendorf, ein Ministerialengeschlecht, das im 12. Jahrhundert urkundlich erwähnt wurde. Da es zu dieser Zeit noch keine Wappensiegel von Ministerialengeschlechtern gab, repräsentiert der Helm im Gemeindewappen in der Form des 12. Jahrhunderts dieses Adelsgeschlecht. Dieses Wappen wird seit 1964 geführt. |

## Infrastruktur

### Brauereien
In der Gemeinde gibt es die fünf Brauereien Hölzlein und Reh in Lohndorf, Knoblach in Schammelsdorf, Hönig in Tiefenellern und die Brandholz-Brauerei in Melkendorf. Die Brauereien Winkler in Melkendorf und Hummel in Litzendorf brauten bis Ende 2015 bzw. 1978.

### Freiwillige Feuerwehren
In den Gemeindeteilen Litzendorf, Lohndorf, Melkendorf, Naisa, Pödeldorf, Schammelsdorf und Tiefenellern bestehen jeweils eigene Freiwillige Feuerwehren.

## Sehenswürdigkeiten
|  | St. Wenzeslaus                   | Die barocke Pfarrkirche St. Wenzeslaus in Litzendorf wurde von 1715 bis 1718 vom Baumeister Johann Dientzenhofer errichtet. Sie besteht aus leuchtend goldgelben Eisensandsteinquadern und ist schon von Weitem zu sehen. |
|  | Mariä Geburt                     | Die Pfarrkirche Mariä Geburt in Lohndorf besteht ebenfalls aus goldgelben Eisensandsteinquadern und ist auch von Weitem zu sehen. |
|  | Fränkische Straße der Skulpturen | Die Fränkische Straße der Skulpturen zwischen den Dörfern Tiefenellern, Lohndorf und Litzendorf entstand im Jahr 1994 und ist eine Ausstellung von Skulpturen inmitten der Landschaft des Ellertales. |
|  | Sängerehrenmal Melkendorf        | Das Sängerehrenmal Melkendorf für die Toten und Gefallenen des fränkischen Sängerbundes wurde im Jahr 1963 auf einer Anhöhe über Melkendorf errichtet. Das Denkmal besteht aus zwölf kreisrund angeordneten Kalksteinsäulen und einem altarähnlichen Sarkophag. Im Gedenkstein befinden sich Gedenkbücher mit den Namen der Verstorbenen aller Gesangvereine der damals zwölf, jetzt 13 Sängerkreise. |
|  | Jungfernhöhle                    | Die Jungfernhöhle bei Tiefenellern ist eine neolithische Fundstätte. Ausgrabungen erbrachten die Belege der Nutzung der Höhle durch vier jungsteinzeitliche und beinahe alle nachfolgenden Kulturen. Der Name Jungfernhöhle rührt davon her, dass dort überwiegend die Überreste von weiblichen Personen gefunden wurden.                                                                             |
|  | Kunst- und Besinnungsweg         | Der Kunst- und Besinnungsweg ist ein 3,3 km langer Skulpturenweg zwischen Litzendorf, Lohndorf und Melkendorf, an dem 18 verschiedene Kunstwerke aufgestellt sind. |
|  | Grabhügelfriedhof bei Litzendorf | An der Straße von Litzendorf nach Geisfeld befinden sich frühkeltische Hügelgräber. Die Hügelgruppe ist vollständig von Wald umgeben. Der Durchmesser der Grabhügel variiert zwischen acht und 25 Metern. Bei Ausgrabungen im 19. Jahrhundert wurde Material der Bronzezeit und der frühen Eisenzeit geborgen.                                                                                        |

## Persönlichkeiten
- Günther Denzler (* 1948), ehemaliger Landrat (1996–2014) und amtierender Bezirkstagspräsident des Regierungsbezirks Oberfranken, wohnt im Ortsteil Pödeldorf
- Wolfgang Heyder (* 1956), langjähriger Geschäftsführer der professionellen Spielbetriebsgesellschaft Franken 1st und SPD-Politiker im Bamberger Kreistag, wohnt im Ortsteil Pödeldorf
- Günter Wojaczek (1932–1997), Altphilologe und Gemeinderat in Pödeldorf (vor der Eingliederung nach Litzendorf), lebte von 1971 bis zu seinem Tod im Ortsteil Pödeldorf